# Reis door de Nacht (Feist)
De Reis door de Nacht is het tweede deel van de fantasy-serie de Saga van de Duistere Oorlog, geschreven door Raymond E. Feist. 